# King Kong (film 2005)
King Kong – film przygodowy z 2005 roku, koprodukcji amerykańsko-nowozelandzkiej w reżyserii Petera Jacksona. Film jest remakiem filmu z roku 1933 pod tym samym tytułem.

## Fabuła

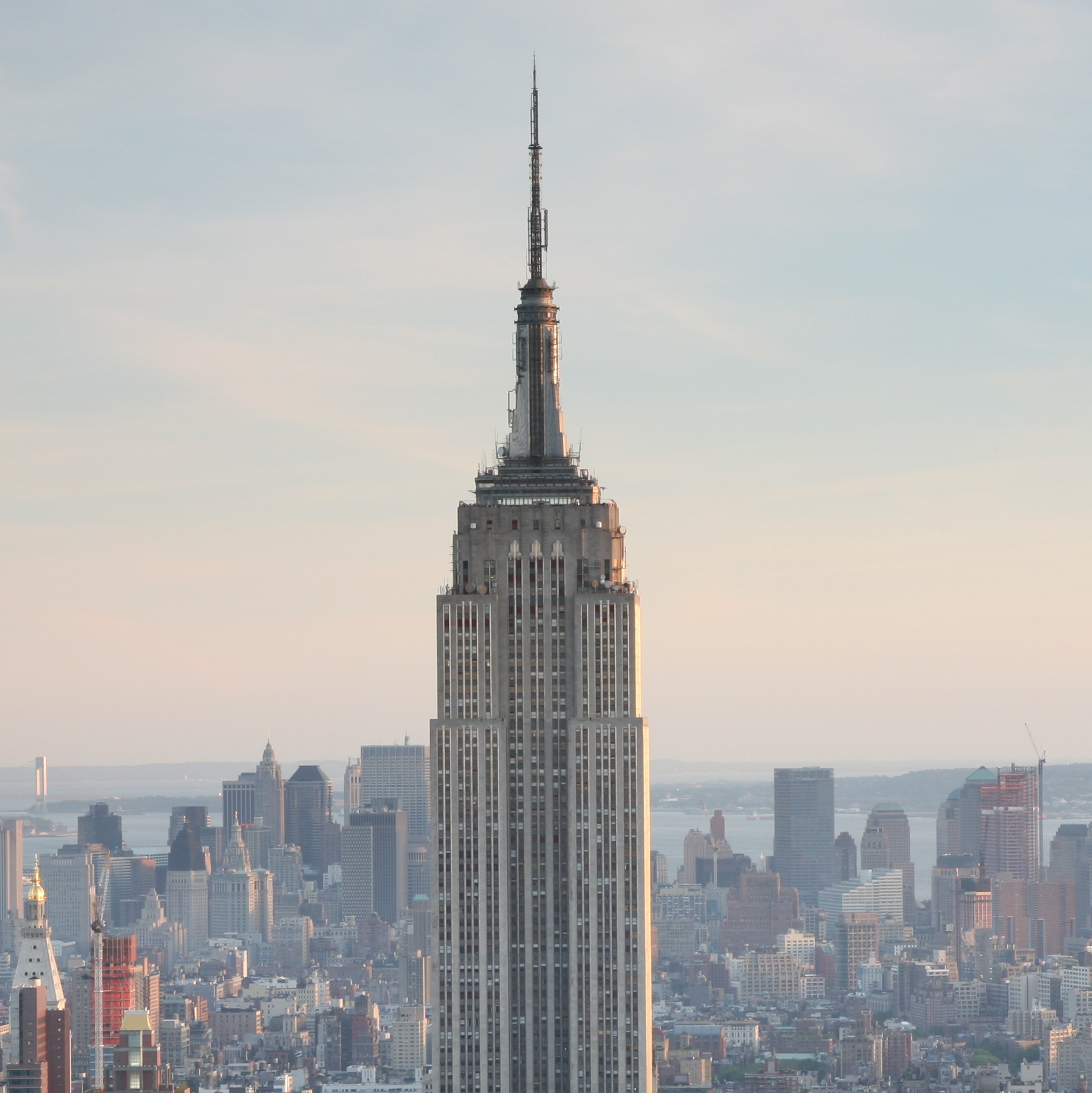
Empire State Building (wieżowiec na który w filmie wspinał się King Kong)

Nowy Jork w czasie Wielkiego Kryzysu w roku 1933. Filmowiec Carl Denham zamierza dokończyć swój film przygodowy, jednak producenci zmniejszają fundusze. Denham wykrada ostatnią kopię filmu i wyrusza na pokładzie statku Venture wraz z aktorką Ann Darrow, mającą grać główną rolę, scenarzystą Jackiem Driscollem oraz innymi członkami ekipy filmowej, na legendarną Wyspę Czaszek, aby tam nakręcić pozostałe sceny. Okazuje się, że na wyspie, owianej mgłą tajemniczości, wciąż żyją m.in. dinozaury, a także ogromna małpa – King Kong.

## Obsada
- Jack Black – Carl Denham
- Naomi Watts – Ann Darrow
- Adrien Brody – Jack Driscoll
- Andy Serkis – 
  - King Kong,
  - kucharz Lumpy
- Jamie Bell – Jimmy
- Kyle Chandler – Bruce Baxter
- Lobo Chan – Choy
- Thomas Kretschmann – kapitan Englehorn
- Evan Parke – Hayes
- Colin Hanks – Preston
- John Sumner – Herb
- Kathy Burns – NY Stander
- Craig Hall – Mike
- Lorraine Ashbourne – aktorka w sztuce Jacka Driscolla
- Geraldine Brophy – Maude
- Pip Mushin – Zelman
- Ray Woolf – Helmsman
- członkowie załogi Venture: David Dengelo, Stephen Hall, Richard Kavanagh, Jason Whyte, Louis Sutherland, Jed Brophy, Troy O’Kane, Todd Rippon, Crawford Thomson, Joe Folau, William Wallace, John Clarke

## Ekipa
- reżyseria – Peter Jackson
- scenariusz – Fran Walsh, Peter Jackson, Philippa Boyens
- zdjęcia – Andrew Lesnie
- muzyka – Mel Wesson, James Newton Howard
- scenografia – Alan Lee, Dan Hennah, Simon Bright, Grant Major
- producent – Jan Blenkin, Carolynne Cunningham, Peter Jackson, Fran Walsh
- montaż – Jamie Selkirk
- kostiumy – Terry Ryan

## Odbiór

### Nagrody
- Oscary 2006
  - Nagroda: efekty specjalne
  - Nagroda: najlepszy dźwięk
  - Nagroda: montaż efektów dźwiękowych
- Złote Globy 2005
  - Nominacja: Peter Jackson – najlepszy reżyser
  - Nominacja: James Newton Howard – najlepsza muzyka
- National Board of Review
  - Special Achievement Award – za efekty specjalne

### Dochód
| Świat | 549 358 447 USD |